# دکتر لوک
لوکاز گوتوالد (به انگلیسی: Łukasz Gottwald) (متو
لد ۲۶ سپتامبر ۱۹۷۳), که با نام دکتر لوک (به انگلیسی: Dr. Luke) شناخته می‌شود، موسیقی‌دان، تهیه‌کننده موسیقی و ترانه‌سرای آمریکایی است. از معروف‌ترین ترانه‌های با رتبه یک در ۱۰۰ آهنگ داغ بیلبورد می‌توان به ترانه‌های «دوست‌دختر»، «دختری را بوسیدم»، «زندگی من بدون تو مزخرف است»، «رایت راند»، «تیک‌تاک»، «دختران کالیفرنیا»، «ما هستیم کسایی که هستیم»، «رویای نوجوانی»، «ئی. تی.، «آخرین شب جمعه»، «بخشی از من» و «علیه من به کار می‌بری» هستند. وی همچنین به مدت ده سال با ساتردی نایت لایو همکاری داشت.